# 김덕명
김덕명(金德明, ?~?)은 고려 중기와 후기의 무신, 술사(術士)이다. 무신 정권 집권자 중 한 명인 최충헌의 측근이다.

## 생애
본래 승려였으나 음양설(陰陽說)로 최충헌의 총애를 받아 낭장(郎將) 벼슬을 얻었다. 대장군 최준문(崔俊文), 상장군 지윤심(池允深), 장군 유송절(柳松節)과 함께 최충헌의 우익(羽翼)이 되었다. 음양설을 근거로 자주 역사(役事)를 일으켜 각 사찰들의 재산을 빼앗는 등 비행을 일삼아 승려들의 원망을 샀다. 그래서 1217년(고종 4) ‘개경 승도의 난(開京僧徒의 亂: 거란의 침입에 대비해 종군하던 僧徒가 잦은 工役에 시달린 데 원한을 품고 일으킨 난) 때 승군(僧軍)들이 최충헌을 치기 전에 먼저 김덕명의 집부터 부쉈다고 한다.
이 해 거란군이 개경을 침범하자, 풍수지리설을 내세워 최충헌에게 후릉(厚陵)의 개장(改葬)을 주장하였다. 곧, “현종이 안종(安宗)주 01)을 장사 지낸 후 경술년(현종 원년)에 거란군이 침입하였는데, 이제 그 곁에 후릉을 장사 지내자 다시 거란군이 침략해 왔다”고 하면서 속히 후릉을 개장해야 한다고 했던 것이다.
1218년(고종 5) 정월에 지태사국사(知太史局事)로서 신력(新曆)을 올렸는데, 임의로 옛 법을 변경하였다고 하여 비판받았다. 당시 일관(日官)과 대간(臺諫)들이 그 잘못된 점을 알고 있었으나 최충헌을 두려워해 말하는 사람이 아무도 없었다고 한다. 1219년(고종 6) 최충헌이 병들자 대장군 최준문, 상장군 지윤심, 장군 유송절과 함께 최충헌의 장남 최우(崔瑀, 崔怡)를 제거하고, 둘째 아들 최향(崔珦)을 후계자로 세우고자 모의하였다. 이들은 최우가 집권하게 되면 자신들이 실각하게 될 것을 두려워하였다. 김덕명은 최우 암살모의가 드러날 것을 노심초사하여, 동료들을 배반하고 최우에게 모든 사실을 고함으로써 거사는 실패로 돌아갔다. 이로 인하여 최우에 의해 최준문은 유배되었다가 죽임을 당하고, 지윤심 등도 먼 섬으로 유배되었다.

## 김덕명이 등장한 작품
- 《무신》(MBC, 2012년, 배우:안병경)